# 夏代めぐみ
夏代 めぐみ（なつしろ めぐみ、9月29日 - ）は、日本の女性声優。愛知県出身。クロコダイル預かり。

## 経歴・人物
2020年4月1日、コトリボイスに所属。
2001年に配信された個人製作の長編ファンタジーRPG『Cresteaju』のNintendo Switch向けリマスター版が2020年に発売されるにあたり、主人公・ルナン役のキャラクターボイスに抜擢。作中で最も多くのセリフを演じ、特に作者のShouからは「タイトルの詠唱は素晴らしいものになった」と評された。
2024年8月31日、コトリボイス解散に伴いクロコダイルへ移籍（預かり）。
声質は落ち着きのあるハイトーンボイス。
趣味は漫画鑑賞、コーヒーの勉強。特技はイラスト・漫画を描くこと、料理。

## 出演
太字はメインキャラクター。

### テレビアニメ
- BanG Dream! Ave Mujica（2025年、観客F、客A〈カフェ〉、バイトD、女子高生C）

### 劇場アニメ
- #セカイが滅びる前にキミに会いたい（2021年）[7]

### ゲーム
- Cresteaju（2020年、ルナン[4][8]）
- alone star, alone gazer（2020年、ベルスーズ[9]）
- 魔界戦記ディスガイア6（2021年、ナイーヴ）
- Buddy Collection Extra -胡蝶荘の奇妙な五人-（2021年、仲森瑠璃花[10]）
- ニャン蔵&クマ吉の脱出ゲーム（2021年 - 2023年、ニャン蔵[11]） - 6作品[一覧 1]
- ケープ君の脱出ゲーム 5部屋目（2021年、ミイラ子[12]）
- Ikai（2022年、直子[13]）
- 女神楽園 ガーデス・パラダイス（2023年、白無常[14]）
- きさらぎ保健室〜明里さんと都市伝説の噂〜（2024年、鴻之さん）

### ボイスドラマ
- THE PARANORMAL TELLER "Phone Calls From The Dead Student"（2020年、佐々木彩美[15]）
- 海の見える図書室 春、それから。（2020年、風宮カザミ[16]）
- 及ばぬ恋はネコカラス（2023年、雪白白雪<）

### デジタルコミック
2021年
- 恋人が自分にだけ見せてくれる素顔が尊い（女性会社員）

2022年
- 野球場でいただきます（つばめの同僚、球場アナウンス、ビール売り子、Vtuber）
- ゲーセンの彼女（ゲーセンの女子）
- 明日をくれた君に、光のラブレターを（藍原美月）
- 今日からパパは神様です。（間中三葉）
- オタクにオトクなギャルぐらし（小波桜子）
- 貧乏令嬢の勘違い聖女伝 〜お金のために努力してたら、王族ハーレムが出来ていました!?〜（陽キャ女性）
- 第七王子に生まれたけど、何すりゃいいの?（使用人）
- ボクラノキセキ（上岡沙那）
- 異世界行っても少年マンガの主人公は1ミリもブレない!!!（女子高生）
- 魔女と騎士は生きのこる（グリエメルダ）
- 悪役令嬢は推しカプのために婚約破棄をご所望です（アリス・ホワイトリー）
- 遠回り〜それでも好きになっていいですか?〜（椎名優羽）

2023年
- 御曹司は幼なじみを独り占めして愛したい（高坂千愛）
- ある日婚約者の心の声が聞こえるようになりました。（シェリア・ランバート）
- 年の差十五の旦那様〜辺境伯の花嫁候補〜（クレア・マリン）
- 災禍の神は願わない（女官）

### 朗読劇
- Fujimaru WS公演「朗読短編集」（2022年8月20日・21日、スタジオあくとれ） - Aチーム

### その他コンテンツ
- 保育士・教師向けオンライン動画教材 ゆめある「ラジオ体操 第一」（2020年）実演[30]
- STRANGESチャンネル「口裂け女」（2020年）朗読[31]
- TapNovel「one phrase」（2023年、ミア、ミア母[32]）
- 小牧市都市ブランドムービー「あっぱれ小牧市」（2023年、甚助、侍女[33]）
- 集英社みらい文庫「コスモ★スケッチ 〜今日から星座がお仕えします!〜」作品紹介アニメ（2023年、天方七星）

### シリーズ一覧
1. ↑  『子供部屋での脱出』『無人島からの脱出』『RPGの最初の村の準備をしよう』『鏡の国からの脱出』（2021年）、『おきがえしましょ』（2022年）、『花火工場からの脱出』（2023年）